# Yamna Lobos
Yamna Lobos (Santiago do Chile, 26 de fevereiro de 1983) é uma dançarina chilena. 

## Rojo Fama Contrafama
Em 2002, a concorrente se integrou ao Rojo Fama Contrafama de TVN, onde ela obteve o terceiro lugar da primeira geração deste, e ela pôde estar no elenco estável, chamado o Clan Rojo. No ano 2003 ela sofreu uma cirurgia de implante de seios; então ela levou a cabo sessões diversas fotográficas para o site de TVN.

## Yingo
Em abril de 2008, assinou um contrato com CHV, e ela aparece no "Teatro en Chilevisión", "Sin Vergüenza" e "Yingo", próximo à sócia "Karen Paola". 
Em Yingo continua no programa próspero juvenil de Chilevisión, em que ela leva a cabo espaços como: O Ranking de Todos os Tempos, além de levar a cabo às pessoas ousados musicais dela. É necessário mostrar que em outubro de 2008 lançou o single "Acércate a mí" que é parte do segundo disco oficial deste programa. 